# Ajánlott küldemény
Az ajánlott szolgáltatás egy postai többletszolgáltatás. A postai szolgáltatásokról szóló 2012. évi CLIX. törvény meghatározása szerint:

„ajánlott szolgáltatás: járulékos szolgáltatásnak minősülő postai többletszolgáltatás, amely a nem könyvelt postai küldeményt könyvelt küldeménnyé minősíti, és amelynek hibás teljesítése esetén a postai szolgáltatót átalány formájában terheli kártérítési felelősség”

Az ajánlott levél lényege, hogy a posta a feladást követően a "könyvelt küldemény feladóvevénye" elnevezésű nyomtatványon ismeri el, hogy mikor kinek mit vett fel, és küldeményazonosítót kap, mely ezt követően visszakereshető.

## Előnyei
- Visszakereshető, mert a posta egyedi vonalkódos azonosítót rendel minden egyes küldeményhez, mely alapján visszakereshető.

Egy posta ajánlott levél etikett általában a következőkből áll: RL, az angol "registered letter" rövidítése, ezt követi a felvevő hivatal irányítószáma, majd az ezt követi kilenc számjegy (az egyedi sorszám), végül pedig az ellenőrzőszám.
- A leveleket kizárólag aláírás ellenében kézbesítik, így például hivatalos iratok esetében pl. egy vitás kérdésben könnyen bizonyítható a kézbesítés ténye.

- Nemzetközi és belföldi viszonylatban egyaránt kérhető

További ajánlott többletszolgáltatással igénybe vehető szolgáltatások
- E-értesítés
- E-előrejelzés
- értéknyilvántartás

## Kapcsolódó szócikk
- Tértivevény